# Zemeljski plaz Slano blato
Zemeljski plaz Slano blato ali Slani plaz je periodični zemeljski plaz v Sloveniji, ki se sproži približno enkrat na sto let. Čeprav je v Sloveniji okoli 8.000 aktivnih zemeljskih plazov, plaz Slano blato izstopa kot eden najresnejših po povzročeni škodi.:103
Plaz se nahaja na južnem robu Trnovske planote pod Čavnom in Malo goro (1032 mnm) ob planini Platna. Pomika se ob potoku Grajšček (ki v samem plazu tudi izvira) proti naselju Lokavec pri Ajdovščini. Dolg je od 1.010 do 1.100 m dolg in do 200 m širok in pokriva približno 15−20 ha med nadmorskima višinama 360 in 660 mnm. Njegov največji pretok je bil zabeležen pri 100 m/dan.

## Ozadje
Med poglavitne vzroke nastanka zemeljskega plazu uvrščamo vreme, temperaturna nihanja, potrese ter antropogene dejavnike. V Sloveniji je okrog 8.000 aktivnih zemeljskih plazov. Najhujši je zemeljski plaz Stože nad Logom pod Mangartom, ki je 15. in 17. novembra leta 2000 povzročil zasutje več hiš ter smrt 7 ljudi. Drugi veliki plazovi v Sloveniji so še Macesnikov plaz izpod Olševe, Strug (tudi Koseč) nad Kosečem v Drežniškem kotu, plaz nad Podrago v Vipavski dolini, plaz Rebernice izpod Nanosa, Tretičnikov plaz v Podvolovljeku in plaz izpod Raduhe.

## Etimologija
Ime plazovitega območja je bilo leta 1881 na avstrijskem vojaškem zemljevidu zabeleženo kot Blatna. Izvor označbe 'slan' je negotov. Lokalno ljudsko verovanje pravi, da poimenovanje izhaja iz pretirano visokih stroškov sanacije ('zasoliti': metaforično pretirano zaračunavati). Plaz je trenutno poimenovanje nosil še pred prvimi sanacijami.
Drugi domačini navajajo, da so ovce z bližnjih pašnikov zahajale na območje, kjer so lizale blato kot vir soli. Ta osnova za izvor imena je podprta z dejstvom, da je kemična analiza vode na plazu pokazala, da ima zelo visoko vsebnost mineralov, vključno z natrijevim sulfatom, znanim tudi kot Glauberjeva sol. Ime je sicer obstajalo že pred melioracijo plazu.

## Zgodovina
Ustno izročilo o plazu sega 400 let nazaj in ga povezujejo z gradnjo cerkvice svetega Urbana na pobočju Čavna nad Lokavcem in pod plazom. Sveti Urban je zavetnik pred naravnimi nesrečami in so se priporočevali glede jezera, ki naj bi se skrivalo v Čavnu in je grozilo, da bo poplavilo dolino.
Na deseti strani zvezka Oryctographia Carniolica avtorja Balthasarja Hacqueta iz leta 1789 je prva pisna omemba plazu in opisuje drobirski tok s Čavna leta 1786. Ponovno je opisan v poročilu o plazu 20. oktobra 1885 iz leta 1887, ko je bilo pri Bonetu odnešenih 30 m državne ceste od Ajdovščine proti Gorici. 26. aprila 1902 je med poplavami odneslo 200.000 m3 zemljine. Avstro-Ogrske oblasti so v letih 1902–1908 izvedle čiščenje, ukrepe in sanacijo za ublažitev plazov v strugi Grajščka in Lokavščka. Poseg jih je stal 72.000 kron.
Fašistične oblasti so med okupacijo hotele na plazu postaviti novo cerkev, ideji je nasprotoval Maks Fabiani. Leta 1954 so lokalne oblasti regulirale spodnji strugi Lokavščka in Grajščka.

### Sprožitev plazu novembra 2000
18. novembra 2000 sta močno deževje in toplo vreme sprožila plaz, ki je zasul okoli 15 ha pašnikov in gozda. Sekundarni tok se je sprožil septembra 2001. Plaz se je po tem prenehal premikati in trenutno velja za stabilnega.:102 Po teh dogodkih je bila zgrajena dostopna cesta, iz spodnjega dela plazu pa je bilo odstranjenih 230.000 m3 materiala, ki je bil odložen severno od letališča Ajdovščina.

## Geomorfologija
Površina plazenja meri 15–20 ha z debelino 3,3–14,3 m ter razsežnostjo 1.010–1100 m dolžine in 200 m širine, plazišče pa se nahaja med 660 in 360 mnm. Skupna prostornina plazišča znaša med 700.000 (18. november 2000) in 1.000.000 m3. Plaz zaobjema predvsem flišne kamnine in zaglinjeni pobočni grušč.